# Saud Abdulhamid
Saud Abdullah Salem Abdulhamid (en árabe: سعود عبد الله سالم عبد الحميد‎; Yeda, 18 de julio de 1999) es un futbolista saudí que juega en la demarcación de defensa para el R. C. Lens de la Ligue 1.

## Trayectoria
Empezó su carrera en el Al-Ittihad Jeddah Club y en enero de 2022 fichó por el Al-Hilal Saudi F. C. En este equipo estuvo hasta agosto de 2024, momento en el que se marchó a la A. S. Roma y se convirtió en el primer futbolista saudí en la historia de la Serie A. En esta competición hizo su debut el 24 de noviembre jugando doce minutos de una derrota ante la S. S. C. Napoli.
En su primer año en Italia apenas dispuso de oportunidades y jugó solamente 380 minutos. Por ello, el 3 de agosto de 2025 fue cedido una temporada, con opción de compra incluida, al R. C. Lens.

## Selección nacional
Tras jugar con la selección de fútbol sub-20 de Arabia Saudita y la sub-23, finalmente hizo su debut con la selección absoluta el 5 de septiembre de 2019 en un encuentro amistoso contra Malí que finalizó con un resultado de empate a uno tras el gol de Salem Al-Dawsari para Arabia Saudita, y de Adama Traoré.

## Clubes
| Club                   | País           | Año       | Partidos | Goles |
| ---------------------- | -------------- | --------- | -------- | ----- |
| Al-Ittihad Jeddah Club | Arabia Saudita | 2018-2022 | 94       | 2     |
| Al-Hilal Saudi F. C.   | Arabia Saudita | 2022-2024 | 122      | 5     |
| A. S. Roma             | Italia         | 2024-2025 | 8        | 1     |
| R. C. Lens (cedido)    | Francia        | 2025-     |          |       |

## Palmarés

### Campeonatos internacionales
| Título                      | Club                               | País           | Año  |
| --------------------------- | ---------------------------------- | -------------- | ---- |
| Campeonato sub-19 de la AFC | Selección sub-19 de Arabia Saudita | Arabia Saudita | 2018 |